# Phố Trịnh Công Sơn, Hà Nội
Trịnh Công Sơn là tên của một phố ở Hà Nội. Phố bắt đầu từ ngõ 612 Lạc Long Quân đến dốc đê Âu Cơ, thuộc phường Nhật Tân, quận Tây Hồ.

## Lịch sử

### Hình thành tuyến phố
Phố Trịnh Công Sơn trước đây là một con ngõ nối với đường Lạc Long Quân. Sau khi được cải tạo mở rộng, con đường này được nâng cấp lên phố và được đặt tên theo cố nhạc sĩ Trịnh Công Sơn từ tháng 8 năm 2015.

### Phố đi bộ
Tháng 8 năm 2017, phố đã được phê duyệt trở thành phố đi bộ vào ngày 19 cùng tháng. Tuy nhiên, phải đến ngày 11 tháng 5 năm 2018, phố đi bộ Trịnh Công Sơn mới được khai trương. Trong ngày khai trương, mặc dù trời mưa to, người dân vẫn đến phố đi bộ đông đúc.